# Ore Monogatari!!
Ore Monogatari!! (俺物語!! lit. ¡Mi historia!?) es una serie de manga escrita por Kazune Kawahara e ilustrada por Aruko. Fue serializado en la revista Bessatsu Margaret de Shueisha y es publicado en inglés por Viz Media. Una adaptación a serie de anime fue producida por el estudio Madhouse, cuya transmisión comenzó en abril de 2015. Una adaptación en acción real actualmente está en proceso. El 31 de octubre de 2015, Editorial Ivrea anunció la licencia del manga, la cual empezará su publicación en español en el mes de diciembre.

## Argumento
La historia sigue a Takeo "Muri" Gōda, un estudiante alto y musculoso que no tiene mucha suerte con las mujeres debido a que cada chica que le gusta termina enamorándose de su mejor amigo, Makoto Sunakawa, quien es encantador y apuesto, pero muy débil en fuerza. Todo esto cambia cuando salva a Rinko Yamato, una chica tímida y pequeña que, por encima de otras expectativas, se enamora de Takeo, a partir de ahí comienza una historia de amor única diferente a cualquier otra.

## Personajes
Takeo Gōda (剛田 猛男 Gōda Takeo?)
Voz por: Takuya Eguchi, Ren Katou (niño), Ryohei Suzuki (acción real)
El protagonista de la historia y un estudiante de primer año de la Escuela Superior Shuei (Shuei High School). Es bastante alto y musculoso, Haciendo parecer un enano a cualquiera a su alrededor fácilmente. Las mujeres tienden a encontrar su aspecto desagradable y hasta espantoso, sin embargo Takeo tiene muchos amigos debido a su popularidad entre los hombres, que lo admiran por su fuerza, físico y vitalidad. A pesar de su brutal fuerza y su aspecto tosco, Takeo tiene una personalidad afable, es realmente muy cordial y desinteresado, por lo que tiende a ayudar rápidamente a los demás sin pensárselo mucho. A lo largo de la historia nunca guarda rencor por lo que la gente dice de él. Cerca del inicio de la historia, el salva a Rinko de un acosador y rápidamente descubre sentimientos hacia ella, pero accidentalmente termina creyendo que a ella le gusta Makoto.
Rinko Yamato (大和 凛子 Yamato Rinko?)
Voz por: Megumi Han, Mei Nagano (acción real)
Es una chica que Takeo salva de un abusador en un tren. Después de que Takeo la salva, ella inmediatamente se enamora de él. A diferencia de la mayoría de las chicas, que encuentran Takeo aterrador, Rinko admira su fuerza, su confianza, y su bondad, y ella no parece despreciarlo por su tamaño o apariencia inusual. Ella asiste a la Academia Koizumi para chicas y es muy hábil en la fabricación de dulces y la pastelería. Rinko es la única mujer que hasta ahora se ha llamado "buena chica" por Makoto, presumiblemente ya que es la primera en mirar más allá de la apariencia de Takeo. Es de personalidad suave y muy amable, la gusta ofrece su ayuda si alguien la necesita.
Makoto Sunakawa (砂川 誠 Sunakawa Makoto?)
Voz por: Nobunaga Shimazaki, Yuka Terasaki (niño), Kentaro Sakaguchi (acción real)
Vecino de Takeo, amigo de la infancia y compañero de clase, llamado "Suna" para abreviar. En comparación con la personalidad bulliciosa de Takeo, Makoto es sensato, estudioso, y racional, aunque de vez en cuando estalla en una risa ahogada al presenciar el comportamiento único de Takeo. Debido a que Makoto es tan guapo, todas las chicas que le gustaban a Takeo terminaban enamorándose de Makoto en su lugar. A pesar de su interminable corriente de admiradoras, Makoto permanece solo, rechazó a todas las chicas que le confesaron su amor porque hicieron comentarios insultantes hacia Takeo. Aunque no es tan expresivo como Takeo, no obstante, valora su amistad, y ha señalado que su vida sería "aburrida" si Takeo no estuviera alrededor suyo. Makoto siempre está cuidando de Takeo y está dispuesto a sacrificar su propia felicidad por su amigo.
Ai Sunakawa (砂川 愛 Sunakawa Ai?)
Voz por: Kikuko Inoue
Es la hermana mayor de Makoto, su color de cabello es más oscuro que el de Makoto (rojo), al principio cuando apareció en el anime se mostraba en contra de la relación de Takeo y Yamato.
Yuriko Gōda (剛田 ゆり子 Gōda Yuriko?)
Voz por: Kazuyo Aoki, Sawa Suzuki (acción real)
Yutaka Gōda (剛田 豊 Gōda Yutaka?)
Voz por: Tesshō Genda, Yasufumi Terawaki (acción real)
Hayato Oda (織田 隼人 Oda Hayato?)
Voz por: Daisuke Namikawa
Osamu Kurihara (栗原 オサム Kurihara Osamu?)
Voz por: Junya Enoki
Mariya Saijō (西城 まりや Saijō Mariya?)
Voz por: Rena Maeda
Nanako (奈々子 Nanako?)
Voz por: Rina Kitagawa
Ayu (アユ Ayu?)
Voz por: Marie Hatanaka
Yukika Amami (天海悠紀華 Amami Yukika?)
Voz por: Ai Kayano
Kouki Ichinose (一の瀬後期 Ichinose Kouki?)
Voz por: Jun Fukuyama

## Recepción
En 2013, ha recibido el Kodansha Manga Award al mejor manga shōjo.
Habiendo sido publicado en febrero de 2016, el 11º tomo del manga fue uno de los 100 más vendidos en Japón durante el período comprendido entre el 23 de noviembre de 2015 y el 20 de noviembre de 2016, con 423.424 copias.
La revista especializada en libros y manga Da Vinci de Kadokawa y Media Factory ha revelado la lista de la 17.ª edición del "Libro del año". El manga de Kazune Kawahara y Aruko ha obtenido el 20º puesto del ranking de mangas. Dicho ranking no sólo contempla las ventas (en este caso, de los volúmenes 1 al 13), sino también por los votos de 5.117 personas, que incluyen: críticos literarios, escritores y empleados de librerías.